# 馬偕医学院
馬偕医学院（英語: Mackay Medical College）は、新北市三芝区中正路三段46号に本部を置く台湾の私立大学。2009年創立、2009年大学設置。

 馬偕医学院' （英語:   'Mackay Medical College' ）新北市三芝区に台湾長老派教会が設立した私立医学校。2009年3月30日、文部省は学校の登録と入学の申請を承認し、台湾で12番目の医学部となった。 

## 学校の歴史

### イベントの年表
※1995年10月に医学部準備グループを設立。
※1997年3月、文部省へ学校設立の申請。
※1999年3月、台北馬偕病院と淡水キャンパスに医科大学準備室を開設。
※1999年5月、高銘憲教授が準備室長に就任。
※2000年1月、詳細計画図の改訂版が文部省に提出された。
※2003年3月、内務省地域計画委員会がキャンパス全体の開発計画を承認した。
※2005年2月、文部省の承認を受けた。
※2006年12月にコンソーシアムの設立を登録。
※2007年7月に建設免許を取得。
※2008年4月に建設プロジェクトの第一段階が建設された。
※2008年5月、方菊雄教授が準備室長に就任した。
- 2008年9月20日、上棟式感謝礼拝。

※2009年1月、第2回取締役会が黄俊雄氏を会長に選任。
※2009年2月に申請が承認された。
※2009年3月に登録方法の見直し、文部省の登録に合格し、登録を承認した。
- 2009年4月、文部省は魏耀揮校長の任命を承認した。

※2009年4月18日、校舎第一期が終了。感謝祭。
※2009年7月に第1回の学生が入学した。
- 2009年9月12日、最初の校長の任命と学校の開校式。

※2010年3月20日、学校1周年はマカイの誕生日の前日となる予定。
- 2011年10月、文部省は「生物医学研究所」の設立を通知した。[1]。
- 2012年9月に最初の大学院プログラムが登録され、聴覚および言語療法学科が追加された。

※2013年3月23日、新校舎プロジェクトの第2期が終了。
※2013年6月15日、看護学科の最初の卒業式が行われた。
※2015年1月20日、マッケイ医学部財団に名称を変更た。
- 2015年に、介護研究所が新設された。